# Katakol, Ramdurg
Katakol là một làng thuộc tehsil Ramdurg, huyện Belgaum, bang Karnataka, Ấn Độ.